# Décès en décembre 2014
Décès
- 2010
- 2011
- 2012
- 2013
- 2014
- 2015
- 2016
- 2017
- 2018

Pour une information complémentaire, voir la page d'aide.

| Date         | Nom                          | Activités                                                                                          | Âge | Source |
| ------------ | ---------------------------- | -------------------------------------------------------------------------------------------------- | --- | ------ |
| 1er décembre | Sita Murt (en)               | Styliste espagnole et femme d'affaires.                                                            | 68  | (es)   |
| 1er décembre | Roberto Sagastume Pinto      | Enseignant, entrepreneur et homme politique guatemaltèque.                                         | 70  | (es)   |
| 2 décembre   | Dominique Aubier             | Femme de lettres et essayiste française.                                                           | 92  |        |
| 2 décembre   | Jean Béliveau                | Hockeyeur québécois.                                                                               | 83  |        |
| 2 décembre   | Gerry Fisher                 | Directeur de la photographie britannique.                                                          | 88  | (en)   |
| 2 décembre   | Bobby Keys                   | Saxophoniste américain.                                                                            | 70  | (en)   |
| 2 décembre   | Jean-Marc Lech               | Co-dirigeant français de l’institut de sondages Ipsos.                                             | 70  |        |
| 3 décembre   | Jacques Barrot               | Homme politique français, membre du Conseil constitutionnel.                                       | 77  |        |
| 3 décembre   | Nathaniel Branden            | Psychothérapeute et écrivain américain.                                                            | 84  | (en)   |
| 3 décembre   | Jefke Janssen                | Coureur cycliste néerlandais.                                                                      | 95  | (nl)   |
| 3 décembre   | Claude Jenet                 | Syndicaliste français.                                                                             | 72  |        |
| 3 décembre   | Guy Le Jaouen                | Homme politique et syndicaliste agricole français.                                                 | 81  |        |
| 3 décembre   | Vicente Leñero               | Écrivain, réalisateur et scénariste mexicain.                                                      | 81  | (es)   |
| 3 décembre   | Ann Marcus                   | Scénariste américaine.                                                                             | 93  | (en)   |
| 3 décembre   | Ian McLagan                  | Claviériste britannique, de Small Faces puis de Faces.                                             | 69  | (en)   |
| 3 décembre   | Abdelouahab Mokrani          | Peintre algérien.                                                                                  | 58  |        |
| 3 décembre   | Alfredo Ernest Novak (en)    | Prélat catholique américano-brésilien.                                                             | 84  | (pt)   |
| 3 décembre   | Patrick Edward O'Connor (en) | Prélat catholique néo-zélandais, supérieur de la Mission Sui Iuris de Tokelau (en) (1992-2011).    | 82  | (en)   |
| 3 décembre   | Luc Oursel                   | Chef d'entreprise français, président du directoire d'Areva.                                       | 55  |        |
| 3 décembre   | Giulio Questi                | Réalisateur, scénariste, producteur et monteur italien.                                            | 90  | (it)   |
| 3 décembre   | Fantani Touré                | Chanteuse et compositrice malienne.                                                                | 50  |        |
| 4 décembre   | Claudia Emerson              | Poétesse américaine.                                                                               | 57  | (en)   |
| 4 décembre   | Talât Sait Halman            | Poète turc.                                                                                        | 83  | (en)   |
| 4 décembre   | V. R. Krishna Iyer           | Juriste et homme politique indien.                                                                 | 99  | (en)   |
| 4 décembre   | Jeremy Thorpe                | Homme politique britannique, chef du Parti libéral (1967-1976).                                    | 85  | (en)   |
| 5 décembre   | Manuel De Sica               | Compositeur italien.                                                                               | 65  | (it)   |
| 5 décembre   | Fabiola                      | Reine des Belges (1960-1993).                                                                      | 86  |        |
| 5 décembre   | Arthur Leipzig               | Photographe américain.                                                                             | 96  | (en)   |
| 6 décembre   | Ralph Baer                   | Ingénieur américain, créateur de la première console de jeux vidéo.                                | 92  |        |
| 6 décembre   | Jimmy Del Ray                | Catcheur américain.                                                                                | 52  | (en)   |
| 6 décembre   | Mènis Koumandarèas           | Écrivain grec.                                                                                     | 83  |        |
| 6 décembre   | Naphtali Lau-Lavie           | Journaliste et diplomate israélien.                                                                | 88  | (en)   |
| 6 décembre   | Pascal Mourgue               | Designer français.                                                                                 | 71  |        |
| 7 décembre   | Abdellah Baha                | Homme politique marocain.                                                                          | 60  |        |
| 7 décembre   | Khalil Ullah Khan            | Acteur bangladais.                                                                                 | 80  | (en)   |
| 7 décembre   | Norman Mair                  | Joueur international écossais de rugby à XV.                                                       | 86  | (en)   |
| 7 décembre   | Mango                        | Chanteur italien.                                                                                  | 60  | (it)   |
| 7 décembre   | Nicolaï Vasenin              | Militaire soviétique de la Seconde Guerre mondiale devenu combattant dans la Résistance française. | 95  | (en)   |
| 7 décembre   | Ken Weatherwax               | Acteur américain.                                                                                  | 59  | (en)   |
| 7 décembre   | Jerzy Wilim                  | Footballeur polonais.                                                                              | 73  |        |
| 8 décembre   | Michel Henriquet             | Cavalier français de dressage.                                                                     | 90  |        |
| 8 décembre   | Knut Nystedt                 | Compositeur, organiste, chef de chœur et pédagogue norvégien.                                      | 99  | (no)   |
| 9 décembre   | Jane Freilicher              | Peintre américaine.                                                                                | 90  | (en)   |
| 9 décembre   | Jean-Marie Léyé              | Homme d'État vanuatais, président de la République (1994-1999).                                    | 82  |        |
| 9 décembre   | Jorge María Mejía            | Cardinal argentin de la curie romaine, archiviste et bibliothécaire apostolique (1998-2003).       | 91  | (it)   |
| 9 décembre   | Mary Ann Mobley              | Actrice américaine.                                                                                | 77  | (en)   |
| 9 décembre   | Blagoje Paunović             | Footballeur et entraîneur yougoslave, serbe.                                                       | 67  | (es)   |
| 9 décembre   | Karl Otto Pöhl               | Économiste allemand.                                                                               | 85  | (de)   |
| 10 décembre  | Robert Devis                 | footballeur français.                                                                              | 81  |        |
| 10 décembre  | Ziad Abou Eïn                | Homme politique palestinien.                                                                       | 55  |        |
| 10 décembre  | Otto Pöggeler                | Philosophe allemand.                                                                               | 85  | (de)   |
| 10 décembre  | Bob Solinger                 | Hockeyeur sur glace canadien.                                                                      | 88  | (en)   |
| 10 décembre  | Judy Baar Topinka            | Femme politique américaine.                                                                        | 70  | (en)   |
| 10 décembre  | Gerard Vianen                | Coureur cycliste néerlandais.                                                                      | 70  | (nl)   |
| 11 décembre  | Michel duCille               | Journaliste et photoreporter américain.                                                            | 58  |        |
| 11 décembre  | Georges Lagrange             | Prélat catholique français, évêque de Gap (1988-2003).                                             | 85  |        |
| 11 décembre  | Gerald Sim                   | Acteur britannique.                                                                                | 89  | (en)   |
| 11 décembre  | Ahmed al-Tilemsi             | Djihadiste malien.                                                                                 | 37  |        |
| 11 décembre  | Hans Wallat                  | Chef d'orchestre allemand.                                                                         | 85  | (de)   |
| 12 décembre  | Ivor Grattan-Guinness        | Historien des mathématiques et de la logique britannique.                                          | 73  | (en)   |
| 12 décembre  | Billy Milligan               | Violeur américain.                                                                                 | 59  | (en)   |
| 12 décembre  | John Persen                  | Compositeur norvégien.                                                                             | 73  | (no)   |
| 12 décembre  | Denis Poncet                 | Journaliste français et producteur de cinéma.                                                      | 66  |        |
| 13 décembre  | Yvonne Abbas                 | Résistante française.                                                                              | 92  |        |
| 13 décembre  | Ernst Albrecht               | Homme politique allemand.                                                                          | 84  | (en)   |
| 13 décembre  | Ina Bauer                    | Patineuse artistique allemande.                                                                    | 73  | (de)   |
| 13 décembre  | Janis Martin                 | Soprano américaine.                                                                                | 75  |        |
| 13 décembre  | Andreas Schockenhoff         | Homme politique allemand.                                                                          | 57  | (en)   |
| 14 décembre  | François Caron               | Historien français.                                                                                | 83  |        |
| 14 décembre  | Theo Colborn                 | Zoologiste et épidémiologiste américaine.                                                          | 87  |        |
| 14 décembre  | Irene Dalis                  | Mezzo-soprano américaine.                                                                          | 89  | (en)   |
| 14 décembre  | Millie Kirkham               | Chanteuse américaine.                                                                              | 91  | (en)   |
| 14 décembre  | Louis Koyagialo              | Homme politique congolais.                                                                         | 67  |        |
| 14 décembre  | Anthony Edward Pevec (en)    | Prélat catholique américain.                                                                       | 89  | (en)   |
| 15 décembre  | Booth Colman                 | Acteur américain.                                                                                  | 91  | (en)   |
| 15 décembre  | Robert Goute                 | Musicien militaire français.                                                                       | 94  |        |
| 15 décembre  | Yves-Marie Hilaire           | Historien français.                                                                                | 87  |        |
| 16 décembre  | Guy Bontempelli              | Auteur-compositeur-interprète français.                                                            | 74  |        |
| 16 décembre  | Man Haron Monis              | Terroriste islamiste iranien.                                                                      | 50  |        |
| 16 décembre  | Abdulmari Imao               | Sculpteur philippin.                                                                               | 78  | (en)   |
| 16 décembre  | Maximo Munzi                 | Cinématographe argentin.                                                                           | 57  | (en)   |
| 16 décembre  | Wendy Rene                   | Chanteuse américaine.                                                                              | 67  | (en)   |
| 16 décembre  | Rock Scully                  | Manager américain du groupe Grateful Dead (1965-1985).                                             | 73  | (en)   |
| 16 décembre  | Ernie Terrell                | Boxeur américain.                                                                                  | 75  | (en)   |
| 17 décembre  | Mohamed Bastaoui             | Acteur marocain.                                                                                   | 60  |        |
| 17 décembre  | Stephen Youssef Doueihi (en) | Prélat catholique américain de rite maronite.                                                      | 87  | (en)   |
| 17 décembre  | Maurice Duverger             | Juriste français, politologue et professeur de droit.                                              | 97  |        |
| 17 décembre  | Clarke Fraser                | Spécialiste en génétique médicale québécois.                                                       | 94  |        |
| 17 décembre  | Jean-Pierre Seguin           | Bibliothécaire français.                                                                           | 94  |        |
| 18 décembre  | Anne Clancier                | Psychanalyste française.                                                                           | 101 |        |
| 18 décembre  | Claude Frikart               | Prélat catholique français, évêque auxiliaire émérite de Paris.                                    | 92  |        |
| 18 décembre  | Larry Henley                 | Chanteur et auteur-compositeur américain.                                                          | 77  | (en)   |
| 18 décembre  | Ingvar Kjellson              | Acteur suédois.                                                                                    | 91  | (sv)   |
| 18 décembre  | Virna Lisi                   | Actrice italienne.                                                                                 | 78  |        |
| 18 décembre  | Robert Simpson               | Météorologue américain.                                                                            | 102 | (en)   |
| 18 décembre  | Bùi Ngọc Tấn                 | Écrivain vietnamien.                                                                               | 81  |        |
| 18 décembre  | Ante Žanetić                 | Footballeur yougoslave, croate, champion aux Jeux olympiques d'été de 1960.                        | 78  | (hr)   |
| 19 décembre  | Philip Bradbourn             | Homme politique britannique.                                                                       | 63  | (en)   |
| 19 décembre  | Janey Scott                  | Femme de lettres et peintre britannique.                                                           | 86  | (en)   |
| 20 décembre  | Maqsudul Alam                | Scientifique américain d'origine bangladaise.                                                      | 60  | (en)   |
| 20 décembre  | Per-Ingvar Brånemark         | Chirurgien dentiste et professeur chercheur suédois.                                               | 85  | (sv)   |
| 20 décembre  | Arthur Butterworth           | Compositeur, chef d'orchestre, trompettiste et pédagogue anglais.                                  | 91  | (en)   |
| 20 décembre  | Miodrag B. Protić            | Artiste peintre serbe, critique d'art et historien de l'art.                                       | 92  | (sr)   |
| 21 décembre  | Jane Bown                    | Photographe britannique.                                                                           | 89  | (en)   |
| 21 décembre  | Joe Cocker                   | Chanteur britannique.                                                                              | 70  |        |
| 21 décembre  | Horacio Ferrer               | Écrivain uruguayen.                                                                                | 81  | (es)   |
| 21 décembre  | Åke Johansson                | Footballeur suédois.                                                                               | 86  | (sv)   |
| 21 décembre  | Udo Jürgens                  | Compositeur et chanteur autrichien.                                                                | 80  | (de)   |
| 21 décembre  | Sitor Situmorang             | Journaliste et écrivain indonésien.                                                                | 91  | (en)   |
| 21 décembre  | Michelle Tisseyre            | Animatrice de télévision canadienne, puis traductrice littéraire.                                  | 96  |        |
| 21 décembre  | Paul Walther                 | Basketteur américain.                                                                              | 87  | (en)   |
| 21 décembre  | Billie Whitelaw              | Actrice britannique.                                                                               | 82  | (en)   |
| 22 décembre  | Christine Cavanaugh          | Actrice américaine.                                                                                | 51  | (en)   |
| 22 décembre  | Jacques Chancel              | Journaliste et écrivain français.                                                                  | 86  |        |
| 22 décembre  | Vera Gebuhr                  | Actrice danoise.                                                                                   | 98  | (da)   |
| 22 décembre  | Abdel Aziz Mohammad Hejazi   | Homme politique égyptien, Premier ministre (1974-1975).                                            | 91  | (en)   |
| 22 décembre  | Joseph Sargent               | Réalisateur américain.                                                                             | 89  | (en)   |
| 23 décembre  | Kailasam Balachander         | Comédien, producteur, scénariste et réalisateur indien.                                            | 84  | (en)   |
| 23 décembre  | Jeremy Lloyd                 | Scénariste et acteur britannique.                                                                  | 84  | (en)   |
| 23 décembre  | Jerzy Semkow                 | Chef d'orchestre polonais.                                                                         | 86  | (en)   |
| 23 décembre  | Yordan Yosifov               | Footballeur international bulgare.                                                                 | 82  |        |
| 23 décembre  | Robert Zoellner              | Collectionneur américain.                                                                          | 82  | (en)   |
| 24 décembre  | Buddy DeFranco               | Clarinettiste américain de jazz.                                                                   | 91  | (en)   |
| 24 décembre  | Krzysztof Krauze             | Réalisateur et scénariste polonais.                                                                | 61  | (pl)   |
| 24 décembre  | George Lepping               | Deuxième Gouverneur général des Salomon (1988-1994).                                               | 67  | (en)   |
| 24 décembre  | Hidetoshi Nakamura           | Acteur et seiyū japonais.                                                                          | 60  | (ja)   |
| 25 décembre  | Alberta Adams                | Chanteuse américaine.                                                                              | 97  | (en)   |
| 25 décembre  | Louis Boutet de Monvel       | Mathématicien français.                                                                            | 73  |        |
| 25 décembre  | Jacques Bouzerand            | Journaliste français.                                                                              | 75  |        |
| 25 décembre  | Christiane Lecocq            | Centenaire française, cofondatrice du Mouvement naturiste.                                         | 103 |        |
| 25 décembre  | Mary F. Lyon                 | Généticienne britannique.                                                                          | 89  | (en)   |
| 25 décembre  | Ricardo Porro                | Architecte cubain.                                                                                 | 89  | (en)   |
| 25 décembre  | David Ryall                  | Acteur britannique.                                                                                | 79  | (en)   |
| 25 décembre  | Gleb Yakounine               | Prêtre orthodoxe russe                                                                             | 80  |        |
| 26 décembre  | Stanisław Barańczak          | Traducteur, essayiste et critique littéraire polonais.                                             | 68  | (pl)   |
| 26 décembre  | Godfroid Courtmans           | Réalisateur et producteur belge.                                                                   | 66  | (en)   |
| 26 décembre  | James B. Edwards             | Homme politique américain.                                                                         | 87  | (en)   |
| 26 décembre  | Giuseppe Pittau              | Prélat jésuite italien.                                                                            | 86  |        |
| 26 décembre  | Rhodes Reason                | Acteur américain.                                                                                  | 84  | (en)   |
| 26 décembre  | Ken Riddington               | Producteur de télévision britannique.                                                              | 92  | (en)   |
| 26 décembre  | Leo Tindemans                | Homme politique belge, Premier ministre (1974-1978).                                               | 92  |        |
| 27 décembre  | Fatima Aouam                 | Athlète marocaine.                                                                                 | 55  |        |
| 27 décembre  | Jean-Yves Dusserre           | Homme politique français.                                                                          | 61  |        |
| 27 décembre  | Ulises Estrella              | Poète équatorien.                                                                                  | 75  | (es)   |
| 27 décembre  | Jacques Hurtubise            | Artiste peintre québécois.                                                                         | 75  |        |
| 27 décembre  | Jacques Lonchampt            | Critique musical français.                                                                         | 89  |        |
| 27 décembre  | Karel Poma                   | Homme politique belge.                                                                             | 94  |        |
| 27 décembre  | Tomaž Šalamun                | Poète slovène.                                                                                     | 73  | (sl)   |
| 27 décembre  | Hamid Taqwi                  | Militaire Iranien.                                                                                 | 55  | (en)   |
| 28 décembre  | Leelah Alcorn                | Personnalité transgenre américaine.                                                                | 17  | (en)   |
| 28 décembre  | Javier Fragoso               | Footballeur mexicain.                                                                              | 72  | (es)   |
| 29 décembre  | Simone Iff                   | Féministe française.                                                                               | 90  |        |
| 29 décembre  | Odd Iversen                  | Footballeur norvégien.                                                                             | 69  | (no)   |
| 29 décembre  | Abdelatif Rahal              | Diplomate et homme politique algérien.                                                             | 92  |        |
| 29 décembre  | Ulf Sand                     | Homme politique norvégien.                                                                         | 76  | (no)   |
| 30 décembre  | Terry Becker                 | Acteur américain.                                                                                  | 85  | (en)   |
| 30 décembre  | Antonio Brack Egg            | Ingénieur agronome péruvien.                                                                       | 74  | (es)   |
| 30 décembre  | Robert Conroy                | Écrivain américain.                                                                                | 76  | (en)   |
| 30 décembre  | Philip E. Converse           | Politologue et sociologue américain.                                                               | 86  | (en)   |
| 30 décembre  | Yolande Donlan               | Actrice britannique, d'origine américaine.                                                         | 94  | (en)   |
| 30 décembre  | Georges Golovine             | Danseur étoile et chorégraphe français.                                                            | 82  |        |
| 30 décembre  | Patrick Gowers               | Compositeur de musique de films britannique.                                                       | 78  | (en)   |
| 30 décembre  | Tomiko Miyao                 | Écrivaine japonaise.                                                                               | 88  | (en)   |
| 30 décembre  | Maurice Quettier             | Homme politique français.                                                                          | 87  |        |
| 30 décembre  | Luise Rainer                 | Actrice allemande.                                                                                 | 104 | (en)   |
| 30 décembre  | Gérard Verstraete            | Footballeur français.                                                                              | 62  |        |
| 31 décembre  | Robert Chambeiron            | Résistant et homme politique français.                                                             | 99  |        |
| 31 décembre  | Edward Herrmann              | Acteur américain.                                                                                  | 71  | (en)   |
| 31 décembre  | James McNaughton Hester      | Éducateur américain.                                                                               | 90  | (en)   |
| 31 décembre  | Washington Rodríguez         | Boxeur uruguayen.                                                                                  | 70  | (es)   |